# Indiana Jones (loạt phim)
Indiana Jones là một series phim của Mỹ kể về cuộc phiêu lưu của Dr. Henry Walton "Indiana" Jones Jr., một giáo sư khảo cổ học. Loạt phim ra mắt vào năm 1981 với phần phim đầu tiên Indiana Jones và chiếc rương thánh tích (Raiders of the Lost Ark). Một phần tiền truyện tên là Indiana Jones và Temple of Doom ra mắt tiếp theo sau đó vào năm 1984, phần kế tiếp nữa là Indiana Jones và Last Crusade, ra mắt năm 1989 và phần phim thứ tư Indiana Jones và vương quốc sọ người (Indiana Jones and Kingdom of the Crystal Skull), được phát hành vào năm 2008. Tất cả series phim được phân phối bởi Paramount Pictures. Bộ phim thứ năm được dự kiến sẽ phát hành vào giữa năm 2021. Loạt phim được tạo ra bởi George Lucas, các bộ phim của nó được Steven Spielberg làm đạo diễn và ngôi sao Harrison Ford làm nhân vật chính. Công ty Walt Disney đã sở hữu trí tuệ loạt phim Indiana Jones kể từ khi công ty này mua lại Lucasfilm (công ty sản xuất serie này) vào năm 2012, khi Lucas bán nó với giá 4 tỷ đô la Mỹ, và quyền phân phối và tiếp thị cho các bộ phim Indiana Jones trong tương lai kể từ năm 2013, với Paramount vẫn giữ quyền phân phối cho bốn bộ phim đầu tiên và nhận được "sự tham gia tài chính" từ bất kỳ bộ phim bổ sung nào.
Nhượng quyền thương mại mở rộng sang truyền hình vào năm 1992 với việc phát hành The Young Indiana Jones Chronicles, một bộ truyện kể về những cuộc phiêu lưu của nhân vật khi còn nhỏ trong đó ông đi du lịch vòng quanh thế giới cùng cha mình. Marvel Comics bắt đầu xuất bản The Adventures Adventures of Indiana Jones từ năm 1983, và Dark Horse Comics đã giành được bản quyền truyện tranh cho nhân vật này vào năm 1991. Tiểu thuyết của các bộ phim đã được xuất bản cũng như nhiều tiểu thuyết với những cuộc phiêu lưu nguyên bản, trong đó bao gồm một loạt tiểu thuyết Đức của Wolfgang Hohlbein, mười hai cuốn tiểu thuyết được viết theo các bộ phim và được xuất bản bởi Bantam Books. Nhiều trò chơi video với tên gọi Indiana Jones đã được phát hành từ năm 1982.

## Phim điện ảnh
| Phim điện ảnh                                 | Ngày phát hành tại Mỹ | Đạo diễn         | Biên kịch                   | Viết truyện                    | Nhà sản xuất                       |
| --------------------------------------------- | --------------------- | ---------------- | --------------------------- | ------------------------------ | ---------------------------------- |
| Indiana Jones và chiếc rương thánh tích       | 12 tháng 6 năm 1981   | Steven Spielberg | Lawrence Kasdan             | George Lucas và Philip Kaufman | Frank Marshall                     |
| Indiana Jones và Ngôi đền tàn khốc            | 23 tháng 5 năm 1984   | Steven Spielberg | Willard Huyck & Gloria Katz | George Lucas                   | Robert Watts                       |
| Indiana Jones và cuộc thập tự chinh cuối cùng | 24 tháng 5 năm 1989   | Steven Spielberg | Jeffrey Boam                | George Lucas và Menno Meyjes   | Robert Watts                       |
| Indiana Jones và vương quốc sọ người          | 22 tháng 5 năm 2008   | Steven Spielberg | David Koepp                 | George Lucas và Jeff Nathanson | Frank Marshall                     |
| Indiana Jones 5                               | 9 tháng 7 năm 2021    | Steven Spielberg | David Koepp                 | TBA                            | Frank Marshall và Kathleen Kennedy |

## Phim truyền hình
| Loạt                       | Mùa              | Tập               | Phát hành lần đầu         | Phát hành lần cuối       | Nhà sản xuất | Kênh               |
| -------------------------- | ---------------- | ----------------- | ------------------------- | ------------------------ | ------------ | ------------------ |
| Biên niên sử Indiana Jones | 1                | 6                 | Ngày 4 tháng 3 năm 1992   | Ngày 8 tháng 4 năm 1992  | George Lucas | ABC                |
| Biên niên sử Indiana Jones | 2                | 22 (chưa chiếu 4) | Ngày 21 tháng 9 năm 1992  | Ngày 24 tháng 7 năm 1993 | George Lucas | ABC                |
| Biên niên sử Indiana Jones | Phim truyền hình | 4                 | Ngày 15 tháng 10 năm 1994 | Ngày 16 tháng 6 năm 1996 | George Lucas | The Family Channel |

## Đoàn làm phim

### Diễn viên
Đây là danh sách các nhân vật đã xuất hiện trong loạt phim Indiana Jones. 
| Nhân vật                                             | Phim                                    | Phim              | Phim                         | Phim                | Phim            | Phim truyền hình                  |
| Nhân vật                                             | Indiana Jones và chiếc rương thánh tích | Ngôi đền tàn khốc | Cuộc thập tự chinh cuối cùng | Vương quốc sọ người | Indiana Jones 5 | Biên niên sử Indiana Jones        |
| Nhân vật                                             | 1981                                    | 1984              | 1989                         | 2008                | 2021            | 1992-1993                         |
| ---------------------------------------------------- | --------------------------------------- | ----------------- | ---------------------------- | ------------------- | --------------- | --------------------------------- |
| Tiến sĩ Henry Jones, Jr. Indiana Jones Henri Defense | Harrison Ford                           | Harrison Ford     | Harrison Ford                | Harrison Ford       | Harrison Ford   | Sean Patrick Flanery (tuổi 16–21) |
| Tiến sĩ Henry Jones, Jr. Indiana Jones Henri Defense | Harrison Ford                           | Harrison Ford     | Harrison Ford                | Harrison Ford       | Harrison Ford   | Corey Carrier (tuổi 8–10)         |
| Tiến sĩ Henry Jones, Jr. Indiana Jones Henri Defense | Harrison Ford                           | Harrison Ford     | Harrison Ford                | Harrison Ford       | Harrison Ford   | Harrison Ford (tuổi 50)           |
| Tiến sĩ Henry Jones, Jr. Indiana Jones Henri Defense | Harrison Ford                           | Harrison Ford     | River Phoenix (tuổi 13)      | Harrison Ford       | Harrison Ford   | Hội trường George (tuổi 93)       |
| Tiến sĩ Henry Jones, Jr. Indiana Jones Henri Defense | Harrison Ford                           | Harrison Ford     | River Phoenix (tuổi 13)      | Harrison Ford       | Harrison Ford   | Boutalat (tuổi 3)                 |
| Tiến sĩ Henry Jones, Jr. Indiana Jones Henri Defense | Harrison Ford                           | Harrison Ford     | River Phoenix (tuổi 13)      | Harrison Ford       | Harrison Ford   | Neil Boulane (sơ sinh)            |
| Marcus Brody                                         | Denholm Elliott                         |                   | Denholm Elliott (ảnh)        |                     |                 |                                   |
| Sallah                                               | John Rhys-Davies                        |                   | John Rhys-Davies ảnh)        |                     |                 |                                   |
| Marion Ravenwood                                     | Karen Allen                             |                   |                              | Karen Allen         |                 |                                   |
| Thiếu tá Arnold Toht                                 | Ronald Lacey                            |                   |                              |                     |                 |                                   |
| René Belloq                                          | Paul Freeman                            |                   |                              |                     |                 |                                   |
| Đại tá Dietrich                                      | Wolf Kahler                             |                   |                              |                     |                 |                                   |
| Willie Scott                                         |                                         | Kate Capshaw      |                              | Kate Capshaw (ảnh)  |                 |                                   |
| Vòng ngắn                                            |                                         | Quan Kế Huy       |                              |                     |                 |                                   |
| Mola Ram                                             |                                         | Amrish Puri       |                              |                     |                 |                                   |
| Henry Jones, Sr.                                     |                                         |                   | Sean Connery                 | Sean Connery (ảnh)  |                 | Lloyd Owen                        |
| Henry Jones, Sr.                                     | Alex Hyde-White (trẻ)                   |                   |                              |                     |                 | Lloyd Owen                        |
| Walter Donovan                                       |                                         |                   | Julian Glover                |                     |                 |                                   |
| Elsa Schneider                                       |                                         |                   | Alison Doody                 |                     |                 |                                   |
| Đại tá Vogel                                         |                                         |                   | Michael Byrne                |                     |                 |                                   |
| George "Mac" MacHale                                 |                                         |                   |                              | Rock Ray            |                 |                                   |
| Irina Spalko                                         |                                         |                   |                              | cate Blanchett      |                 |                                   |
| Henry "Mutt" Jones III                               |                                         |                   |                              | Shia LaBeouf        |                 |                                   |
| Harold Oxley                                         |                                         |                   |                              | John Hurt           |                 |                                   |
| Đại tá Dovchenko                                     |                                         |                   |                              | Igor Jijikine       |                 |                                   |
| Charles Stanforth                                    |                                         |                   |                              | Jim Broadbent       |                 |                                   |
| Anna Jones                                           |                                         |                   |                              |                     |                 | Ruth De Sosa                      |
| Helen Seymour                                        |                                         |                   |                              |                     |                 | Margaret Tyzack                   |
| Rémy Baudouin                                        |                                         |                   |                              |                     |                 | Ronny Coutteure                   |
| TE Lawrence                                          |                                         |                   |                              |                     |                 | Douglas Henshall                  |
| TE Lawrence                                          | Joseph A. Bennett (trẻ)                 |                   |                              |                     |                 |                                   |

### Đoàn làm phim
| Phim ảnh                                      | Nhà soạn nhạc | Biên tập viên | Quay phim        | Nhà phân phối                            |
| --------------------------------------------- | ------------- | ------------- | ---------------- | ---------------------------------------- |
| Raiders of the Lost Ark                       | John Williams | Michael Kahn  | Douglas Slocombe | Hình ảnh Paramount                       |
| Indiana Jones và Ngôi đền tàn khốc            | John Williams | Michael Kahn  | Douglas Slocombe | Hình ảnh Paramount                       |
| Indiana Jones và cuộc thập tự chinh cuối cùng | John Williams | Michael Kahn  | Douglas Slocombe | Hình ảnh Paramount                       |
| Indiana Jones và Vương quốc sọ pha lê         | John Williams | Michael Kahn  | Janusz Kamiński  | Hình ảnh Paramount                       |
| Indiana Jones 5                               | John Williams | Michael Kahn  | Janusz Kamiński  | Walt Disney Studios Hình ảnh chuyển động |

## Đón nhận

### Doanh thu phòng vé
| Phim ảnh | Ngày phát hành gốc       | Tổng doanh thu phòng vé | Tổng doanh thu phòng vé | Tổng doanh thu phòng vé | Xếp hạng phòng vé | Xếp hạng phòng vé          | Ngân sách      | Tham khảo |
| Phim ảnh | Ngày phát hành gốc       | Bắc Mỹ                  | Các vùng lãnh thổ khác  | Toàn thế giới           | Mọi lúc Bắc Mỹ    | Mọi lúc trên toàn thế giới | Ngân sách      | Tham khảo |
| --- | ------------------------ | ----------------------- | ----------------------- | ----------------------- | ----------------- | -------------------------- | -------------- | --------- |
| Indiana Jones và chiếc rương thánh tích                                                                            | Ngày 12 tháng 6 năm 1981 | $ 248,159,971           | $ 141.766.000           | $ 389.925.971           | # 85 (#20 (A))    | # 237                      | $ 18 triệu     | [ 16 ]    |
| Indiana Jones và Ngôi đền tàn khốc                                                                                 | 23 tháng 5 năm 1984      | $ 179,870,271           | $ 153.237.000           | $ 333,107,271           | # 187 (# 86 (A))  | # 321                      | 28 triệu       | [ 17 ]    |
| Indiana Jones và cuộc thập tự chinh cuối cùng                                                                      | Ngày 24 tháng 5 năm 1989 | $ 197,171,806           | $ 277.000.000           | $ 474,171,806           | # 153 (# 99 (A))  | # 174                      | 48 triệu đô la | [ 18 ]    |
| Indiana Jones và Vương quốc sọ người                                                                               | Ngày 22 tháng 5 năm 2008 | $ 317,101,119           | $ 469,534,914           | $ 786,636,033           | # 36 (# 131 (A))  | # 61                       | $ 185 triệu    | [ 19 ]    |
| Indiana Jones 5 | Ngày 29 tháng 7 năm 2022 | -                       | -                       | -                       | -                 | -                          | -              | -         |
| Toàn bộ | Toàn bộ                  | $ 942,303,167           | $ 1,041,537,914         | $ 1,983,841,081         |                   |                            | $ 279 triệu    | [ 20 ]    |
| Danh sách chỉ số - (A) cho biết tổng số được điều chỉnh dựa trên giá vé hiện tại (được tính theo Box Office Mojo). |                          |                         |                         |                         |                   |                            |                |           |

### Phản ứng của cộng đồng và phê bình
| Phim ảnh                                      | Rotten Tomatoes    | Metacritic       | CinemaScore |
| --------------------------------------------- | ------------------ | ---------------- | ----------- |
| Indiana Jones và chiếc rương thánh tích       | 95% (76 đánh giá)  | Không có         | Không có    |
| Indiana Jones và Ngôi đền tàn khốc            | 85% (66 đánh giá)  | Không có         | Không có    |
| Indiana Jones và cuộc thập tự chinh cuối cùng | 88% (69 đánh giá)  | 65 (14 đánh giá) | A           |
| Indiana Jones và vương quốc sọ người          | 78% (270 đánh giá) | 65 (40 đánh giá) | B           |
| Indiana Jones 5                               | -                  | -                | -           |

### Giải thưởng Oscar
| Hạng mục giải thưởng                                          |                                              |                   |                              |                                      |
| Hạng mục giải thưởng                                          | Indiana Jones và chiếc rương thánh tích      | Ngôi đền tàn khốc | Cuộc thập tự chinh cuối cùng | Indiana Jones và vương quốc sọ người |
| ------------------------------------------------------------- | -------------------------------------------- | ----------------- | ---------------------------- | ------------------------------------ |
| Chỉ đạo nghệ thuật xuất sắc nhất                              | Đoạt giải                                    |                   |                              |                                      |
| Âm thanh hay nhất                                             | Đoạt giải                                    |                   | Đề cử                        |                                      |
| Quay phim xuất sắc nhất                                       | Đề cử                                        |                   |                              |                                      |
| Đạo diễn xuất sắc nhất                                        | Đề cử                                        |                   |                              |                                      |
| Biên tập phim hay nhất                                        | Đoạt giải                                    |                   |                              |                                      |
| Nhạc phim xuất sắc nhất                                       | Đề cử                                        | Đề cử             | Đề cử                        |                                      |
| Bức ảnh đẹp nhất                                              | Đề cử                                        |                   |                              |                                      |
| Chỉnh sửa hiệu ứng âm thanh xuất sắc nhất                     |                                              |                   | Đoạt giải                    |                                      |
| Hiệu ứng hình ảnh xuất sắc nhất                               | Đoạt giải                                    | Đoạt giải         |                              |                                      |
| Giải thưởng Thành tựu đặc biệt cho Biên tập hiệu ứng âm thanh | Đoạt giải (Ben Burtt và Richard L. Anderson) |                   |                              |                                      |

### Trích dẫn
1. ↑  McClintock, Pamela (ngày 10 tháng 7 năm 2018). "Disney Pushes 'Indiana Jones 5' a Year to 2021, Dates 'Maleficent 2,' 'Jungle Cruise'". The Hollywood Reporter. Lưu trữ bản gốc ngày 10 tháng 7 năm 2018. Truy cập ngày 10 tháng 7 năm 2018.
2. ↑  Graser, Marc (ngày 30 tháng 10 năm 2012). "Disney buys LucasFilm, new 'Star Wars' planned". Variety. Bản gốc lưu trữ ngày 1 tháng 11 năm 2012. Truy cập ngày 27 tháng 9 năm 2018.
3. ↑  Ford, Rebecca (ngày 6 tháng 12 năm 2013). "Disney Takes Control of 'Indiana Jones' Franchise for Future Films". The Hollywood Reporter. Truy cập ngày 7 tháng 12 năm 2013.
4. ↑  Kroll, Justin (ngày 6 tháng 12 năm 2013). "Disney Acquires Rights to Future 'Indiana Jones' Movies". Variety. Truy cập ngày 15 tháng 3 năm 2016.
5. ↑  Faughnder, Ryan (ngày 6 tháng 12 năm 2013). "Disney acquires control of future 'Indiana Jones' movies". Los Angeles Times. Truy cập ngày 7 tháng 12 năm 2013.
6. ↑  Redmond, Caroline (ngày 31 tháng 10 năm 2018). "River Phoenix Died 25 Years Ago Today at 23: Inside the Beloved Actor's Turbulent Life". People.com. Meredith Corporation. Truy cập ngày 25 tháng 5 năm 2019.
7. ↑  Flint, Hannah (ngày 27 tháng 6 năm 2018). "This detail will change the way you watch 'Raiders of the Lost Ark' forever". Yahoo! Movies. Yahoo!. Truy cập ngày 25 tháng 5 năm 2019.
8. ↑  Chapman, Deanna (ngày 7 tháng 8 năm 2017). "EDITORIAL: What took you so long?: 'Indiana Jones: Raiders of the Lost Ark'". Substream Magazine. Truy cập ngày 25 tháng 5 năm 2019.
9. ↑  "Pensacon 2018 recap: Check out all the highlights". Pensacola News Journal. Gannett. ngày 26 tháng 2 năm 2018. Truy cập ngày 25 tháng 5 năm 2019.
10. ↑  Kyriazis, Stefan (ngày 10 tháng 6 năm 2017). "What happened to Indiana Jones' Temple of Doom sidekick Short Round? LOOK at him now". Daily Express. Express Newspapers. Truy cập ngày 25 tháng 5 năm 2019.
11. ↑  Bollywood News (ngày 22 tháng 6 năm 2018). "Amrish Puri birth anniversary: For Steven Spielberg, he was the best villain 'the world has ever produced'". Times Now News. Bennett, Coleman & Company Limited. Truy cập ngày 25 tháng 5 năm 2019.
12. ↑  Schedeen, Jesse (ngày 23 tháng 5 năm 2019). "15 Things You Never Knew About 'Indiana Jones and the Last Crusade' on its 30th Anniversary". Moviefone. MoviePass. Truy cập ngày 25 tháng 5 năm 2019.
13. ↑  Derrick, Paul (ngày 22 tháng 10 năm 2018). "Star Wars and Indiana Jones actor Julian Glover helps launch sci-fi and action exhibition at Bury St Edmunds' Moyse's Hall Museum". Bury Free Press. Iliffe Media Publishing Ltd. Truy cập ngày 25 tháng 5 năm 2019.
14. ↑  Butler, Laura (ngày 9 tháng 7 năm 2014). "Former Bond girl Alison Doody is back in new action role". Independent.ie. INM Website. Truy cập ngày 25 tháng 5 năm 2019.
15. ↑  Roberts, Brian (ngày 31 tháng 3 năm 2008). "Indiana Jones actor Michael Byrne joins Coronation Street". Daily Mirror. MGN Limited. Truy cập ngày 3 tháng 2 năm 2012.
16. ↑  "Raiders of the Lost Ark (1981)". Box Office Mojo. Truy cập ngày 15 tháng 7 năm 2012.
17. ↑  "Indiana Jones and the Temple of Doom (1984)". Box Office Mojo. Truy cập ngày 15 tháng 7 năm 2012.
18. ↑  "Indiana Jones and the Last Crusade(1989)". Box Office Mojo. Truy cập ngày 15 tháng 7 năm 2012.
19. ↑  "Indiana Jones and the Kingdom of the Crystal Skull (2008)". Box Office Mojo. Truy cập ngày 15 tháng 7 năm 2012.
20. ↑  "Indiana Jones Moviesat the Box Office". Box Office Mojo. Truy cập ngày 15 tháng 7 năm 2014.
21. ↑  "Raiders of the Lost Ark". Rotten Tomatoes. Truy cập ngày 1 tháng 9 năm 2012.
22. "Raiders of the Lost Ark". Metacritic.[liên kết hỏng]
23. ↑  "Indiana Jones and the Temple of Doom". Rotten Tomatoes. Truy cập ngày 1 tháng 9 năm 2012.
24. "Indiana Jones and the Temple of Doom". Metacritic.
25. ↑  "Indiana Jones and the Last Crusade". Rotten Tomatoes. Truy cập ngày 1 tháng 9 năm 2012.
26. ↑  "Indiana Jones and the Last Crusade". Metacritic.[liên kết hỏng]
27. ↑  "CinemaScore". cinemascore.com. Truy cập ngày 8 tháng 3 năm 2015.
28. ↑  "Indiana Jones and the Kingdom of the Crystal Skull". Rotten Tomatoes. Truy cập ngày 1 tháng 9 năm 2012.
29. ↑  "Indiana Jones and the Kingdom of the Crystal Skull". Metacritic. Bản gốc lưu trữ ngày 17 tháng 9 năm 2008. Truy cập ngày 4 tháng 1 năm 2020.